# Jean-Karl Vernay
Jean-Karl Vernay (Villeurbanne, 1987. október 31. –) francia autóversenyző, a Hyundai gyári túraautó-versenyzője.

## Pályafutása
2005-ben Vernay a francia Formula Campus sorozatban vezetett, ahol bajnok lett, 6 győzelmet, illetve 12 dobogós helyezést szerezve a 14 futamos idényben. A következő évben a Formula-Renault-bajnokság második helyezettje és a legjobb újonca lett, 7 pódiumot zsebelt be.
A 2006–2007-es A1 Grand Prix-szezonban két hétvégén vett részt, valamint a záró forduló szabadedzésén is vezethetett.
2007-ben Jean-Karl Vernay a Red Bull Junior Program tagja lett, amely tehetséges fiatal pilótákat karol fel. Vernay és Tom Dillmann voltak az első francia versenyzők a programban.
Ugyanebben az évben a Forma 3 Euroseries-ben versenyzett a Signature-Plus csapattal, amely a 10. helyen végzett. Egy második helyezés volt a legjobb eredménye, illetve harmadik helyen végzett egy bajnokságon kívüli futamon Zolderben Nico Hülkenberg és csapattársa Yann Clairay mögött.
Vernay 2008-ban is maradt a sorozatban a Signature-Plus csapat színeiben. A 8. pozícióban zárta a szezont, háromszor állhatott dobogóra, a Norisringen, Brands Hatchben és Le Mansban. A Brands Hatch-i dobogója alkalmával pole-pozícióból indulhatott köszönhetően a fordított rajtrácsnak.
2009-re is maradt a Signature-Plus csapatánál, csapattársai Mika Mäki illetve Tiago Geronimi voltak. Vernay 42. Formula–3 Euroseries nagydíján megszerezte első győzelmét a Hockenheimi sprint versenyen. A második győzelmét is megszerezte, szintén Hockenheimben a szezonzáron, miután az utolsó körben megelőzte Christopher Zanellát.
Vernay az Egyesült Államokban folytatta karrierjét az Indy Lightsban versenyzett 2010-ben a Sam Schmidt Motorsportsnál. Megnyerte első versenyét a sorozatban, az esős szezonnyitón St. Petersburgban. A szezon második versenyén a Barber Motorsports Park megismételte győzelmét, Long Beachen pedig a harmadik lett, 3 forduló után 28 pontos előnnyel vezette a tabellát. Vernay öt futamgyőzelmet szerzett a szezonban és egy futammal a szezon vége előtt bebiztosította első helyét a bajnokságban.
Vernay volt az első Indy Lights bajnok 1996 óta, aki a következő évet nem az Indycarban teljesítette.

### Sport és túraautók
2012-ben Vernay a Francia Porsche Carrera Kupában versenyzett a Sébesten Loeb Racing csapattal. Vernay 2013-ban megnyerte a 24 órás Le Mans LMGTE Am osztályát, a IMSA Performance Matmut versenyzőjeként versenyezve, egy Porsche 997 GT3-RSR-el. Teljes szezont teljesített 2013-ban a FIA World Endurance Championshipben. 2014-ben a Vernay a Weider Modulo Dome Racinggel részt vett a Super GT bajnokságban egy Honda NSX-GT-vel.
2016-ban csatlakozott a TCR nemzetközi sorozat mezőnyéhez a W Racing Team színeiben egy Volkswagen Golf GTI-vel. 2017-ben, a széria harmadik szezonjában megszerezte a bajnoki címet.
2018 február 15.-én hivatalosan bejelentették, hogy részt vesz a 2018-as túraautó-világkupa küzdelmeiben, a Team WRT csapat Audi RS3 LMS-ével Gordon Shedden csapattársaként.
2018. május 2-án bejelentették, hogy a túraautó-világkupa mellett indul a TCR Európa-kupa sorozatban is csapatával, a Leopard Lukoil Team Audijával.

## Eredményei

### Teljes A1 Grand Prix eredménysorozata
| Év      | Csapat         | 1       | 2       | 3       | 4       | 5       | 6       | 7       | 8       | 9       | 10      | 11      | 12      | 13      | 14      | 15      | 16      | 17         | 18         | 19         | 20        | 21         | 22         | Helyezés | Pont |
| ------- | -------------- | ------- | ------- | ------- | ------- | ------- | ------- | ------- | ------- | ------- | ------- | ------- | ------- | ------- | ------- | ------- | ------- | ---------- | ---------- | ---------- | --------- | ---------- | ---------- | -------- | ---- |
| 2006–07 | A1 Team France | NED SPR | NED FEA | CZE SPR | CZE FEA | CHN SPR | CHN FEA | MYS SPR | MYS FEA | IDN SPR | IDN FEA | NZL SPR | NZL FEA | AUS SPR | AUS FEA | RSA SPR | RSA FEA | MEX SPR Ki | MEX FEA 20 | CHN SPR Ki | CHN FEA 8 | GBR SPR PO | GBR SPR PO | 4.       | 67   |

### Teljes Formula–3 Euroseries eredménysorozata
| Év   | Csapat         | Karosszéria      | Motor      | 1       | 2        | 3        | 4        | 5        | 6        | 7       | 8       | 9       | 10       | 11       | 12       | 13       | 14       | 15       | 16       | 17       | 18       | 19       | 20       | Helyezés | Pont |
| ---- | -------------- | ---------------- | ---------- | ------- | -------- | -------- | -------- | -------- | -------- | ------- | ------- | ------- | -------- | -------- | -------- | -------- | -------- | -------- | -------- | -------- | -------- | -------- | -------- | -------- | ---- |
| 2007 | Signature-Plus | Dallara F306/010 | Mercedes   | HOC 1 7 | HOC 2 4  | BRH 1 16 | BRH 2 12 | NOR 1 5  | NOR 2 Ki | MAG 1 8 | MAG 2   | MUG 1 5 | MUG 2 Ki | ZAN 1 Ki | ZAN 2 7  | NÜR 1 12 | NÜR 2 10 | CAT 1 Ki | CAT 2 Ki | NOG 1 8  | NOG 2 4  | HOC 1 10 | HOC 2 Ki | 10.      | 23   |
| 2008 | Signature-Plus | Dallara F308/033 | Volkswagen | HOC 1 5 | HOC 2 Ki | MUG 1 25 | MUG 2 Ki | PAU 1 Ki | PAU 2 14 | NOR 1 3 | NOR 2 4 | ZAN 1 6 | ZAN 2 4  | NÜR 1 13 | NÜR 2 7  | BRH 1 8  | BRH 2    | CAT 1 17 | CAT 2 11 | BUG 1 5  | BUG 2 3  | HOC 1 5  | HOC 2 4  | 8.       | 35   |
| 2009 | Signature      | Dallara F308     | Volkswagen | HOC 1 6 | HOC 2 1  | MUG 1 3  | MUG 2 12 | PAU 1 7  | PAU 2    | NOR 1 4 | NOR 2 5 | ZAN 1 6 | ZAN 2 7  | NÜR 1 6  | NÜR 2 15 | BRH 1 13 | BRH 2 8  | CAT 1 Ki | CAT 2 14 | DIJ 1 18 | DIJ 2 Ki | HOC 1 3  | HOC 2 1  | 5.       | 47   |

### Teljes Indy Lights eredménysorozata
| Év   | Csapat                  | 1     | 2     | 3     | 4       | 5     | 6     | 7     | 8     | 9     | 10    | 11    | 12    | 13     | Helyezés | Pont |
| ---- | ----------------------- | ----- | ----- | ----- | ------- | ----- | ----- | ----- | ----- | ----- | ----- | ----- | ----- | ------ | -------- | ---- |
| 2010 | Sam Schmidt Motorsports | STP 1 | ALA 1 | LBH 3 | INDY 13 | IOW 3 | WGL 1 | TOR 1 | EDM 2 | MDO 8 | SNM 1 | CHI 4 | KTY 3 | HMS 15 | 1.       | 494  |

### Le Mans-i 24 órás autóverseny
| Év   | Csapat                  | Csapattárs                       | Autó                | Kategória | Kör | Helyezés | Kategória Helyezés |
| ---- | ----------------------- | -------------------------------- | ------------------- | --------- | --- | -------- | ------------------ |
| 2013 | IMSA Performance Matmut | Raymond Narac Christophe Bourret | Porsche 911 GT3 RSR | LMGTE Am  | 306 | 25.      | 1.                 |

### Teljes FIA World Endurance Championship eredménysorozata
(Táblázat értelmezése)

(Félkövér: pole-pozícióból indult; dőlt: leggyorsabb kört futott) 

| Év   | Csapat                  | Kategória | Autó                | Motor                | 1     | 2     | 3     | 4     | 5     | 6     | 7     | 8     | Helyezés | Poit |
| ---- | ----------------------- | --------- | ------------------- | -------------------- | ----- | ----- | ----- | ----- | ----- | ----- | ----- | ----- | -------- | ---- |
| 2013 | IMSA Performance Matmut | LMGTE Am  | Porsche 911 GT3 RSR | Porsche 4.0 L Flat-6 | SIL 7 | SPA 6 | LMS 1 | SÃO 4 | COA 3 | FUJ 5 | SHA 2 | BHR 6 | 3.       | 122  |

### Teljes Porsche szuperkupa eredménylistája
| Év   | Csapat        | 1      | 2      | 3      | 4      | 5      | 6      | 7     | 8      | 9       | Helyezés | Pont |
| ---- | ------------- | ------ | ------ | ------ | ------ | ------ | ------ | ----- | ------ | ------- | -------- | ---- |
| 2013 | MRS GT-Racing | ESP 12 | MON 11 | GBR 21 | GER 11 | HUN 11 | BEL 14 | ITA 9 | UAE Ki | UAE Kiz | 13.      | 29   |

### Teljes Super GT eredménysorozata
| Év   | Csapat      | Autó         | Kategória | 1     | 2      | 3     | 4   | 5   | 6   | 7   | 8   | Helyezés | Pont |
| ---- | ----------- | ------------ | --------- | ----- | ------ | ----- | --- | --- | --- | --- | --- | -------- | ---- |
| 2014 | Dome Racing | Honda NSX-GT | GT500     | OKA 5 | FUJ 10 | AUT 7 | SUG | FUJ | SUZ | BUR | MOT | 19.      | 11   |

### Teljes TCR nemzetközi sorozat eredménylistája
| Év   | Csapat                  | Autó                    | 1   | 1   | 2   | 2   | 3   | 3   | 4   | 4   | 5   | 5   | 6   | 6   | 7   | 7   | 8   | 8   | 9   | 9   | 10  | 10  | 11  | 11  | Helyezés | Pont |
| ---- | ----------------------- | ----------------------- | --- | --- | --- | --- | --- | --- | --- | --- | --- | --- | --- | --- | --- | --- | --- | --- | --- | --- | --- | --- | --- | --- | -------- | ---- |
| 2016 | Leopard Racing          | Volkswagen Golf GTI TCR | BHR | BHR | POR | POR | BEL | BEL | ITA | ITA | AUT | AUT | GER | GER | RUS | RUS | THA | THA | SIN | SIN | MAL | MAL | MAC | MAC | 3.       | 246  |
| 2016 | Leopard Racing          | Volkswagen Golf GTI TCR | Ki  | Kiz | 2   | 5   | 14  | 1   | 11  | 4   | 51  | 1   | 6   | Ki  | 5   | 2   | 5   | 8   | 1   | 6   | 54  | 5   | 21  | 2   | 3.       | 246  |
| 2017 | Leopard Racing Team WRT | Volkswagen Golf GTI TCR | GEO | GEO | BHR | BHR | BEL | BEL | ITA | ITA | AUT | AUT | HUN | HUN | GER | GER | THA | THA | CHN | CHN | UAE | UAE |     |     | 1.       | 226  |
| 2017 | Leopard Racing Team WRT | Volkswagen Golf GTI TCR | 64  | 3   | 3   | 4   | 4   | 1   | 4   | 5   | 17† | Ni  | 3   | 7   | ki  | 3   | 4   | 5   | 2   | 12  | 3   | 16† |     |     | 1.       | 226  |

† A versenyt nem fejezte be, de helyezését értékelték, mert a versenytáv több, mint 75%-át teljesítette.

### Teljes WTCR-es eredménysorozata
| Év   | Csapat                                    | Autó                            | 1   | 1   | 1   | 2   | 2   | 2   | 3   | 3   | 3   | 4   | 4   | 4   | 5   | 5   | 5   | 6   | 6   | 6   | 7   | 7   | 7   | 8   | 8   | 8   | 9   | 9   | 9   | 10  | 10  | 10  | Helyezés | Pont |
| 2018 | Audi Sport Leopard Lukoil Team WRT        | Audi RS 3 LMS TCR               | MAR | MAR | MAR | HUN | HUN | HUN | GER | GER | GER | NED | NED | NED | POR | POR | POR | SVK | SVK | SVK | CHN | CHN | CHN | WUH | WUH | WUH | JPN | JPN | JPN | MAC | MAC | MAC | 5.       | 245  |
| ---- | ----------------------------------------- | ------------------------------- | --- | --- | --- | --- | --- | --- | --- | --- | --- | --- | --- | --- | --- | --- | --- | --- | --- | --- | --- | --- | --- | --- | --- | --- | --- | --- | --- | --- | --- | --- | -------- | ---- |
| 2018 | Audi Sport Leopard Lukoil Team WRT        | Audi RS 3 LMS TCR               | 4   | 1   | 9   | 8   | 10  | 10  | 5   | 7   | 7   | 5   | Ki  | 1   | 5   | 4   | 10  | 2   | Ki  | Ki  | Ki  | Ki  | 12  | 1   | 5   | 15  | 6   | 13  | 10  | 1   | Ki  | 22† | 5.       | 245  |
| 2019 | Leopard Racing Team Audi Sport            | Audi RS 3 LMS TCR               | MAR | MAR | MAR | HUN | HUN | HUN | SVK | SVK | SVK | NED | NED | NED | GER | GER | GER | POR | POR | POR | CHN | CHN | CHN | JPN | JPN | JPN | MAC | MAC | MAC | MAL | MAL | MAL | 10.      | 211  |
| 2019 | Leopard Racing Team Audi Sport            | Audi RS 3 LMS TCR               | 7   | 2   | Ki  | 4   | 2   | 10  | 4   | 12  | Ki  | 22  | 15  | 25  | 12  | 9   | 4   | 10  | 4   | 5   | 16  | 10  | Ki  | 6   | 9   | 9   | 21  | 9   | 3   | 10  | 14  | 10  | 10.      | 211  |
|      |                                           |                                 | 1   | 1   | 2   | 2   | 3   | 3   | 3   | 4   | 4   | 4   | 5   | 5   | 5   | 6   | 6   | 6   |     |     |     |     |     |     |     |     |     |     |     |     |     |     |          |      |
| 2020 | Team Mulsanne                             | Alfa Romeo Giulietta Veloce TCR | BEL | BEL | GER | GER | SVK | SVK | SVK | HUN | HUN | HUN | ESP | ESP | ESP | ARA | ARA | ARA |     |     |     |     |     |     |     |     |     |     |     |     |     |     | 3.       | 194  |
| 2020 | Team Mulsanne                             | Alfa Romeo Giulietta Veloce TCR | 5   | 7   | 9   | 6   | 3   | 14  | 4   | 9   | 3   | 5   | 13  | Ki  | 65  | 82  | 2   | 35  |     |     |     |     |     |     |     |     |     |     |     |     |     |     | 3.       | 194  |
|      |                                           |                                 | 1   | 1   | 2   | 2   | 3   | 3   | 4   | 4   | 5   | 5   | 6   | 6   | 7   | 7   | 8   | 8   |     |     |     |     |     |     |     |     |     |     |     |     |     |     |          |      |
| 2021 | Engstler Hyundai N Liqui Moly Racing Team | Hyundai Elantra N TCR           | GER | GER | POR | POR | ESP | ESP | HUN | HUN | CZE | CZE | FRA | FRA | ITA | ITA | RUS | RUS |     |     |     |     |     |     |     |     |     |     |     |     |     |     | 3.       | 177  |
| 2021 | Engstler Hyundai N Liqui Moly Racing Team | Hyundai Elantra N TCR           | 10  | 12  | Ki  | 24  | 9   | 45  | 14  | 13  | 65  | 145 | 63  | 12  | 14  | 19  | 2   | 5   |     |     |     |     |     |     |     |     |     |     |     |     |     |     | 3.       | 177  |

† A versenyt nem fejezte be, de helyezését értékelték, mert a versenytáv több, mint 75%-át teljesítette.

### Teljes TCR Európa-kupa eredménysorozata
| 6 | 2 |  |  | 1 | Ki | 7 | 20 | 2 | 7 | 1 | 1 | 6 | 7 |

† A versenyt nem fejezte be, de helyezését értékelték, mert a versenytáv több, mint 75%-át teljesítette.

### Teljes Elektromos TCR-bajnokság eredménysorozata
| Év   | Csapat               | Autó                    | 1   | 2   | 3   | 4   | 5   | 6   | Helyezés | Pont |
| 2021 | Hyundai Motorsport N | Hyundai Veloster N ETCR | ITA | ESP | DEN | HUN | FRA |     | 2.       | 316  |
| ---- | -------------------- | ----------------------- | --- | --- | --- | --- | --- | --- | -------- | ---- |
| 2021 | Hyundai Motorsport N | Hyundai Veloster N ETCR | 2   | 4   | 4   | 4   | 1   |     | 2.       | 316  |
| 2022 | Hyundai Motorsport N | Hyundai Veloster N ETCR | FRA | HUN | ESP | BEL | ITA | GER | 8.       | 254  |
| 2022 | Hyundai Motorsport N | Hyundai Veloster N ETCR | 7   | 9   | 11  | 6   | 7   | 11  | 8.       | 254  |

## Fordítás
- Ez a szócikk részben vagy egészben  a   Jean-Karl Vernay című angol Wikipédia-szócikk ezen változatának fordításán alapul.  Az eredeti cikk szerkesztőit annak laptörténete sorolja fel. Ez a jelzés csupán a megfogalmazás eredetét és a szerzői jogokat jelzi, nem szolgál a cikkben szereplő információk forrásmegjelöléseként.